# 開羅伊斯蘭人權宣言
開羅伊斯蘭教人權宣言（英語：Cairo Declaration on Human Rights in Islam，缩写：CDHRI；阿拉伯语：‎）是伊斯蘭合作組織成員國在埃及開羅於1990年8月5日（伊斯蘭歷1411年穆哈兰姆月9-14日）外交部長會議通過的宣言。概述了伊斯蘭的人權觀點。後來於2020年修訂。並於2020年11月28日通過。
宗旨是「給伊斯蘭會議組織成員國提供關於人權領域的概括指引」。該宣言被認為是回應《世界人權宣言》。 

## 歷史
許多穆斯林世界的國家批評1948年《世界人權宣言》沒考慮非西方世界的文化和宗教背景。 
1981年，伊朗伊斯蘭革命後的伊朗駐聯合國代表賽義德·拉傑·霍拉薩尼闡明了伊朗對《世界人權宣言》的立場，是對猶太-基督教的道德相对主义世俗主义理解。如果不違反伊斯蘭教法，穆斯林就無法實施這項規定。

## 內容
宣言一開始就說：全人類都是安拉和亞當的後裔，是一個家庭。
禁止「基於人種、膚色、語言、信念、性別、宗教、政治立場、社會地位或其它考慮因素而歧視」。
也稱「保衛人類生命」是「伊斯蘭教法一早已定的義務」。
也保障非交戰者——例如老人、婦女和兒童、傷者、病人、戰俘——在戰時享有食物、庇護、安全、醫療的權利。
賦予「婦女與孩童優先」。
不論種族、膚色、國籍，男女都享有「婚姻權」。
婦女在人格尊嚴與男子平等，有自己享有的權利和履行的義務，有自己的民事實體和經濟獨立，有保留姓名和血統的權利。該宣言規定父母雙方都有責任在孩子出生前和出生後保護孩子，同時強調丈夫有責任為其家庭所有人提供社會和經濟保護。
該宣言承認個人的財產權和隱私權。
第18b條規定，「每個人在處理其私人事務，在其家中或家人之間，在其財產和其關係方面均享有隱私權。不允許監視他、暗探他、損害他。國家應保護他免受任意干涉。」 
禁止拆除和沒收任何家庭的住所以及驅逐任何家庭。
此外，如果戰爭被迫一個家庭分開，國家有責任安排其團聚。
禁止以砲擊、爆破或任何方式毀壞敵方民用建築及設施。
《宣言》第10條規定：嚴格禁止利用貧窮或無知強迫皈依或放棄宗教。由於伊斯蘭社會，所有脫離伊斯蘭教基本都認為是無知，這實際禁止了放棄伊斯蘭教。
該宣言保護每個人免遭無理逮捕及拘禁、酷刑、虐待或侮辱。未經本人同意或冒著健康或生命危險，不得將任何人用於醫學或科學實驗。禁止殘害、肢解屍體。每個人都有權享有人類的神聖性及榮譽。國家和社會應保護遺體和墓地免遭褻瀆。
禁止出於任何目的劫持任何人作為人質。
此外，該宣言禁止有罪推定或不公正的緊急審判。罪行或處罰還需要確保无罪推定原则，且任何人都有辯護的權利。
第十九條規定，除伊斯蘭教法所提及的罪行或處罰外，不得有其它罪行或處罰。伊斯蘭教法允許鞭打、截肢、石刑、伊斯蘭斬首等死刑，但公權只能在伊斯蘭教法內行使。
強調充分的自由和自決人權，反對奴役、壓迫、剝削和殖民主義。
法律面前人人平等，不分統治者和被統治者。保障每個人訴諸司法的權利。
所有人都有直接或間接參與國家公共事務的權利。 
根據伊斯蘭教法，也禁止任何濫用權力的行為。
第22a條規定：人人有權以不違反伊斯蘭教法的方式自由表達任何意見。
第22b條規定：人人有權根據伊斯蘭教法的規範倡導正確的事物、傳播美好的事物、警告錯誤和邪惡的事物。
第22c條規定：資訊是社會的重要必需品。不得以違反神聖性、先知尊嚴、損害道德、倫理價值觀、瓦解腐敗或危害社會、削弱信仰，而利用或濫用它。褻瀆言論可判死刑，因此本條款的措辭允許對明顯的褻瀆行為判處死刑。
第22d條規定：不得煽動民族主義或教義仇恨，或從事任何可能煽動種族歧視的行為。
提供教育是社會和國家的義務。國家應確保提供獲得教育的途徑和方法，造福於人類。每個人都有權利尋求知識，包括從家庭、學校、大學、媒體等接受宗教和世俗教育，並以全面和平衡的方式接受教育，發展人的個性、加強對真主的信仰，促進人們尊重、捍衛權利和義務的方式。
每個人都有權自由遷徙並選擇居住地，無論是在本國境內還是境外，如果受到迫害，有權在另一個國家尋求庇護。庇護國有義務向尋求庇護者提供保護，直至其安全。
每個人都可以自由選擇最適合自己、符合自己和社會利益的工作。僱員有權享有安全和保障以及所有其他社會保障。不得為其分配超出其能力範圍的工作，也不得受到任何強迫、剝削或傷害。不得存在女性歧視。如果工人和雇主在任何問題有分歧，國家應介入解決爭端，糾正不滿，確認權利，不帶偏見地執行正義。
禁止高利貸。
人人有權享有其作為作者的科學、文學、藝術或技術勞動成果；有權保護由此產生的精神和物質利益，只要不違反伊斯蘭教法的原則。

### 宗教特色
全人類都是真主的臣民；除了虔誠和善行之外，沒有人比其他人有優越性。
生命是真主所賜的禮物，每個人都享有生命權。
遵守伊斯蘭法。
第24條：本宣言規定的所有權利和自由均受伊斯蘭教法約束。
第25條：伊斯蘭教法是解釋或澄清本宣言任何條款的唯一參考來源。

## 批評
因未能保障宗教自由，特別是不保障伊斯蘭教叛教的權利，受到批評。國際人道主義與道德聯盟（IHEU）、世界教育協會（AWE）和世界公民協會（AWC）提交的聯合書面聲明中，對限制人權、宗教自由、言論自由提出了擔憂：《開羅伊斯蘭人權宣言》顯然是試圖限制《世界人權宣言》和國際公約所規定的權利。不能被視為對《世界人權宣言》的補充
2008年9月，調查中心向聯合國提交一篇文章稱：開羅伊斯蘭人權宣言基於伊斯蘭教法，幾乎每項人權都施加了限制，破壞了人人平等、言論、宗教自由。
Rhona Smith寫該宣言暗示了男性有優越性。
国际法律家委员会Adama Dieng也批評該宣言嚴重威脅了跨文化共識；無法容忍的歧視非穆斯林、無法容忍的歧視婦女。在某些基本權利和自由方面表現故意限制，甚至低於穆斯林國家現行的法律標準；以《伊斯蘭教法》為幌子，辯護體罰等侵犯人的完整性和尊嚴的做法。

## 外部連結
- Declaration text at the University of Minnesota （页面存档备份，存于）